# أحادي نترات الإزوسوربيد
أُحاديُّ نِترات الإزوسوربيد (بالإنجليزية: Isosorbide Mononitrate)‏ هو دواء يستخدم بشكل أساسي لعلاج الذبحة الصدرية، ويعمل عبر توسيع الأوعية الدموية و ذلك لتقليل الضغط يباع في الولايات المتحدة الأمريكية عبر شركة Kremers Urban تحت الاسم التجاري Monoket, ويباع أيضا في الولايات المتحدة الأمريكية تحت الاسم التجاري Imdur, وسوق في المملكة المتحدة تحت الأسماء التجارية: Monosorb, Chemydur. وفي الهند هذا الدواء متوافر تحت الأسماء التجارية: Ismo, Isonorm, Monotrate, Solotrate, و Monit. وفي روسيا يتواجد تحت الأسماء التجارية Monocinque و Pektrol.

## الاستعمالات
هو دواء من فئة النيترات (Nitrates) يستخدم للعلاج الوقائي من الذبحة الصدرية؛ فهو يعمل على منع أو على الأقل تقليل حدوث الذبحات الصدرية. توجد أبحاث تدعم استخدامهُ لتوسيع عنق الرحم وذلك لتقليل الوقت اللازم في المستشفى حتى الولادة.

## الآثار الجانبية
التفاعلات الضارة التالية تم الإبلاغ عنها وتقريرها في دراسات على ايزوسوربيد مونونتراتIsosorbide Mononitrate:
شائعة جدا: الصداع، وهو يشكل أعلى نسبة (تصل حتى 30%), مما يضطر (2-3%) من المرضى إلى التوقف عن استخدامه، ولكن حدوث الصداع يقل بسرعة مع استمرارية العلاج.
شائع: التعب، اضطرابات في النوم(6%) واضطرابات في الجهاز الهضمي(6%) تم تقريرها خلال التجارب السريرية على ايزوسوربيد مونونترات Isosorbide Mononitrate ذو الإطلاق المعدل ولكن على عدد مرات ليس أكثر من الدواء الوهمي(Placebo). هبوط في الضغط (4-5%), تقليل الشهية(2,5%)، وغثيان(1%).
الآثار الجانبية المرتبطة مع الاستخدام العلاجي للدواء هي ذاتها المتوقعة مع جميع الأدوية من فئة النيترات. وتحدث بشكل أساسي في المراحل الأولى من العلاج.
هبوط الضغط(4%) مع أعراض مثل الدوخة والغثيان (1%) تم تقريرها أيضا. بشكل عام هذه الأعراض تختفي مع استمرار العلاج لمدة طويلة.
ومن الآثار الأخرى التي تم تقريرها مع حبوبIsosorbide Mononitrate ذات الإطلاق المعدل: تسارع القلب، الاستفراغ, الإسهال، الدوار, والحرقة.

## التفاعلات الدوائية
•Sildenafil(Viagra) الفياجرا: الاستخدام المتزامن لايزوسوربيد مونونترات و الفياجرا (Isosorbide Mononitrate و Sildenafil-viagra-) معا يمكن أن يؤدي إلى زيادة فاعلية Isosorbide Mononitrate ايزوسوربيد مونونترات في توسيع الأوردة الدموية وبالتالي يمكن أن يؤدي إلى آثار جانبية خطرة مثل الإغماء والجلطة القلبية. لذلك، لا يجوز إعطاء الفياجرا (Sildenafil) لمريض يستخدم دواء الايزوسوربيد مونونترات (Isosorbide Mononitrate).
•المركبات التي تحتوي على السلفاهيدريل (sulfahydryl): إن استقلاب النترات العضوية إلى أكسيد النتريك يعتمد على وجود مجموعة السلفاهيدريل في عضلة الجسم. إن استخدام اسيتيل سيستيئين (N-acetylcysteine) وجرعة واحدة من ايزوسوربيد مونونترات (Isosorbide Mononitrate) ذو الإطلاق المستديم 60 مغ، يزيد بشكل كبير من وقت وقدرة مريض الذبحة الصدرية على ممارسة التمارين الرياضية، وأظهر تحسنا واضحا في الصور الوعائية لمرضى القلب التاجي عند مقارنته باستخدام ايزوسوربيد مونونترات (Isosorbide Mononitrate) كعلاج وحده. الاستعمال المتزامن لمصادر خارجية أخرى لمجموعة السلفاهايدريل (Sulfhydryl group) مثل المثيونين(Methionine) والكابتوبريل (Captopril) قد ينتج هذه التأثيرات الايجابية أيضا .
•	مضادات الفينيل ألكيل أمين كالسيوم (Phenylalkylamine calcium antagonists): إن استعمال أحد محصرات قنوات الكالسيوم من نوع فيراباميل (Virapamil) مثل جالوباميل (Gallopamil) 75 مغ، مع ايزوسوربيد مونوترات (Isosorbide Mononitrate) ذو الإطلاق المستديم قد أظهر زيادة في فعالية تحسين المؤشرات الوظيفية للبطين الأيسر.
•بروبانولول: إن إضافة ايزوسوربيد مونونترات (Isosorbide Mononitrate) إلى البروبانولول كعلاج لمرضى تشمع الكبد و فرط ضغط الدم البابي قلل بشكل كبير من ضغط الدم في الوريد البابي، وقلل من تدفق الدم للكبد, ولكن دون أي تأثيرات إضافية على تدفق الدم في وريد الفرد. إن تأثير ايزوسوربيد مونونترات كان واضحا خاصة في المرضى الذين لم يقلل البروبانولول ضغط الدم البابي لديهم.
•مضادات الكالسيوم(عامة): أعراض واضحة لهبوط الضغط الانتصابي عند استعمال مضادات الكالسيوم والنترات العضوية معا. تعديل الجرعة لأحدهما قد يكون ضروريا.

## روابط خارجيه
- 1516961817 في مفكرة المُمارِس العام